# Kuchyně Marshallových ostrovů

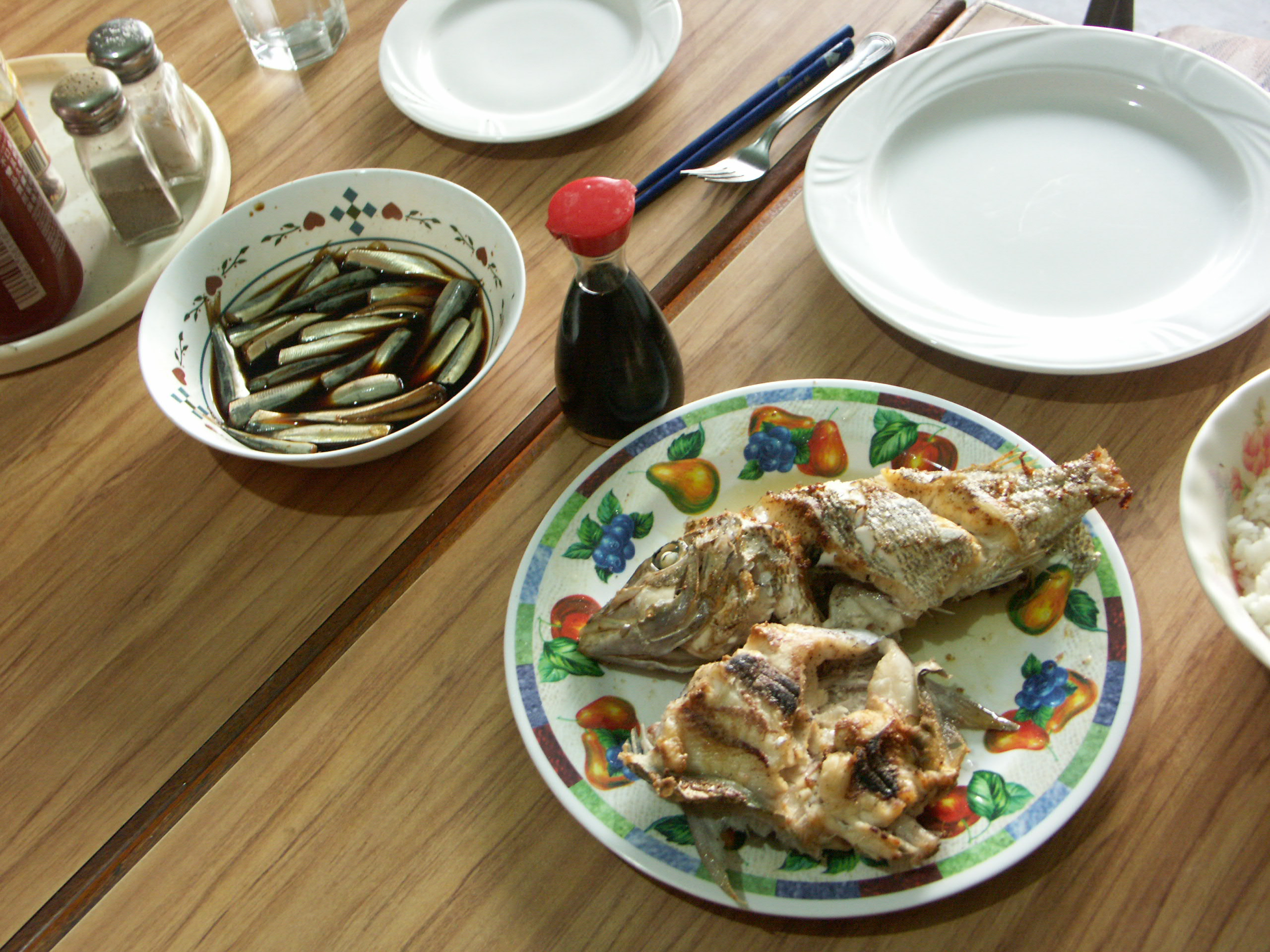
Ryby podávané na Marshallových ostrovech

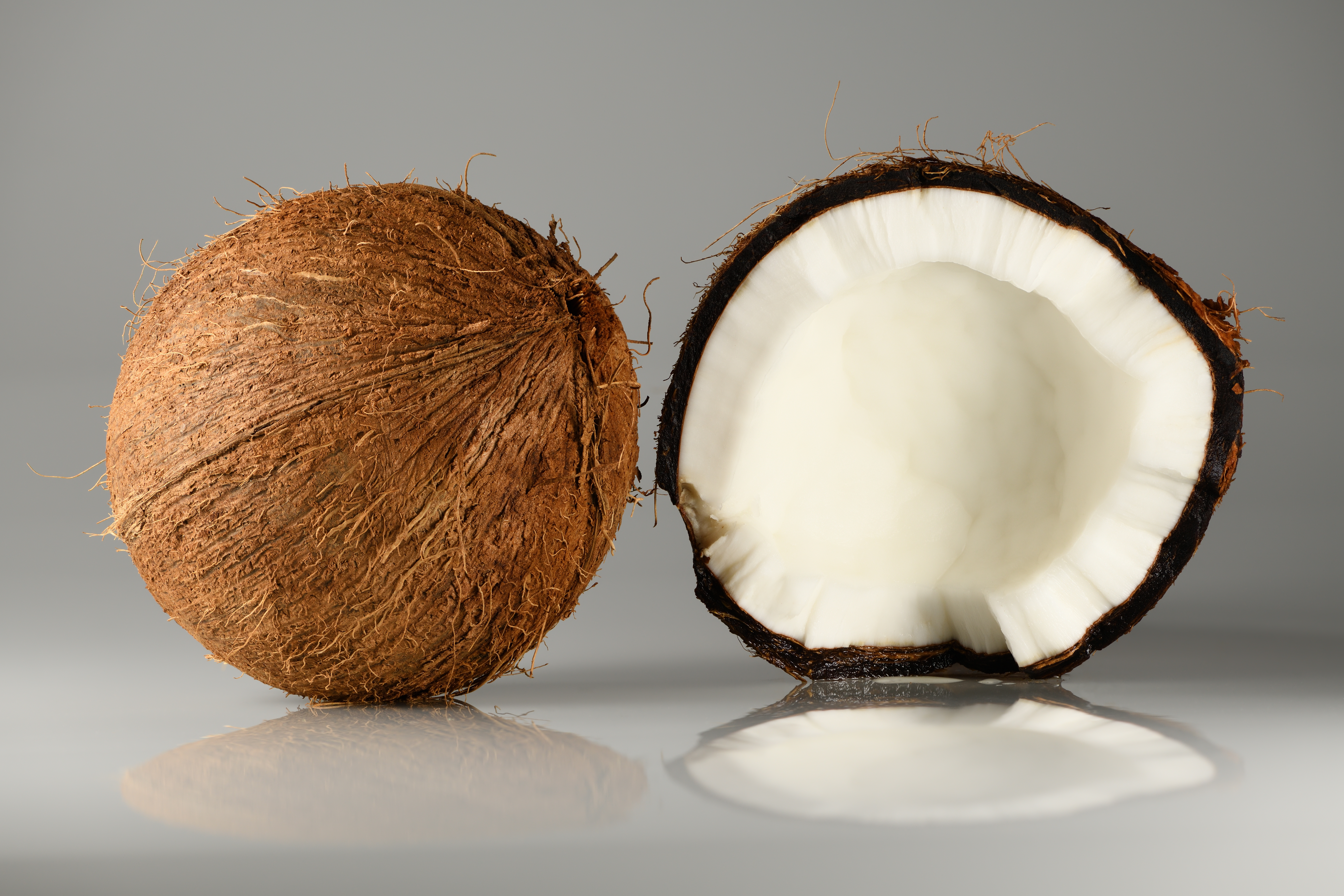
Kokos

Kuchyně Marshallových ostrovů vychází z tradiční kuchyně místních Mikronésanů, lze se ale setkat také s pokrmy z východoasijské kuchyně (jako je sašimi). Mezi používané suroviny patří například kokos, tropické ovoce, různé ryby, vepřové maso nebo rýže.
Ke konzervování potravin se tradičně používá pasta ze sušených pandánů, označovaná jako jããnkun nebo mokwan.

## Příklady pokrmů a nápojů z Marshallových ostrovů
Příklady pokrmů a nápojů z Marshallových ostrovů:
- Chukuchuk, rýžové koule obalené v drceném kokosu, často podávané jako příloha
- Opékané a grilované ryby
- Směs smažených batátů (sladkých brambor) a smažených banánů[7]
- Směs rýže, dýně a kokosového mléka
- Koláč s makadamovými ořechy[8]
- Pečená papája plněná kokosovým mlékem[9]
- Kokosová voda
- Ovocné šťávy[10]